# Teresa Losada
Teresa Losada Campo (Lugo, 1943 – San Vicente dels Horts, 25 de agosto de 2013) fue una religiosa y filóloga española.

## Biografía

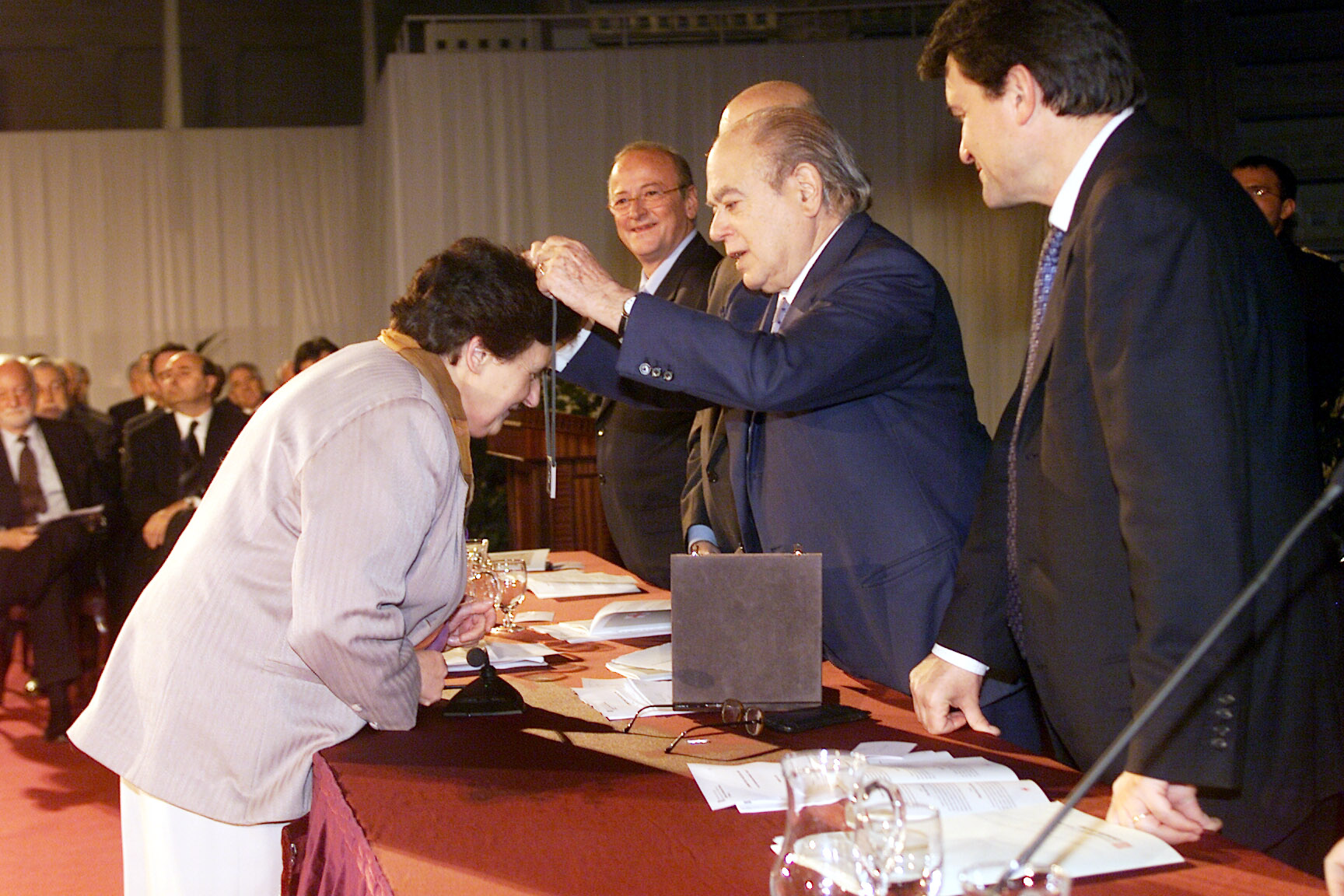

Doctorada en Filología semítica en la Universidad de Barcelona, después fue ingresó en la orden franciscana, Misionera de María, siendo conocida como «la monja de los inmigrantes». En 1974 fundó Bayt Al-Thaqafa (Casa de la Cultura), una asociación referente en el diálogo entre el cristianismo y el islam, con sede en Barcelona y en San Vicente dels Horts. La entidad, formada por 60 voluntarios y 20 profesionales, muchos de ellos hermanos y hermanas franciscanos, ayuda cada año a más de 4.000 inmigrantes árabes residentes en la comunidad autónoma de Cataluña y consigue la inserción social de los mismos sin que por ello pierdan sus raíces, tradiciones y conocimientos de su cultura. La entidad organiza actividades para la alfabetización de los inmigrantes, tanto en catalán como en español, cursos de promoción de la mujer y de formación profesional, así como actividades de apoyo a la lengua y a la cultura árabe dirigidas a los menores.
En 2000, Teresa Losada fue nombrada consultora del Consejo Pontificio para al Diálogo Interreligioso para las relaciones con los musulmanes y en 2002 fue galardonada con el Premio Cruz de San Jorge. La Generalidad de Cataluña también le otorgó en 2012 el Memorial Cassià Just en reconocimiento a su trayectoria.

## Obras
- Islam, inmigración e inserción en Europa (1990)
- ¿Es fundamentalista el islam en España? (2001)